# Естил (Јужна Каролина)
Естил (енгл. Estill) град је у америчкој савезној држави Јужна Каролина.

## Демографија
По попису из 2010. године број становника је 2.040, што је 385 (-15,9%) становника мање него 2000. године.
| Група             | 2000.         | 2010.         |
| Белци             | 414 (17,1%)   | 326 (16,0%)   |
| Афроамериканци    | 1.926 (79,4%) | 1.594 (78,1%) |
| Азијати           | 0 (0,0%)      | 3 (0,1%)      |
| Хиспаноамериканци | 79 (3,3%)     | 98 (4,8%)     |
| Укупно            | 2.425         | 2.040         |